# ハビブ・ヌルマゴメドフ

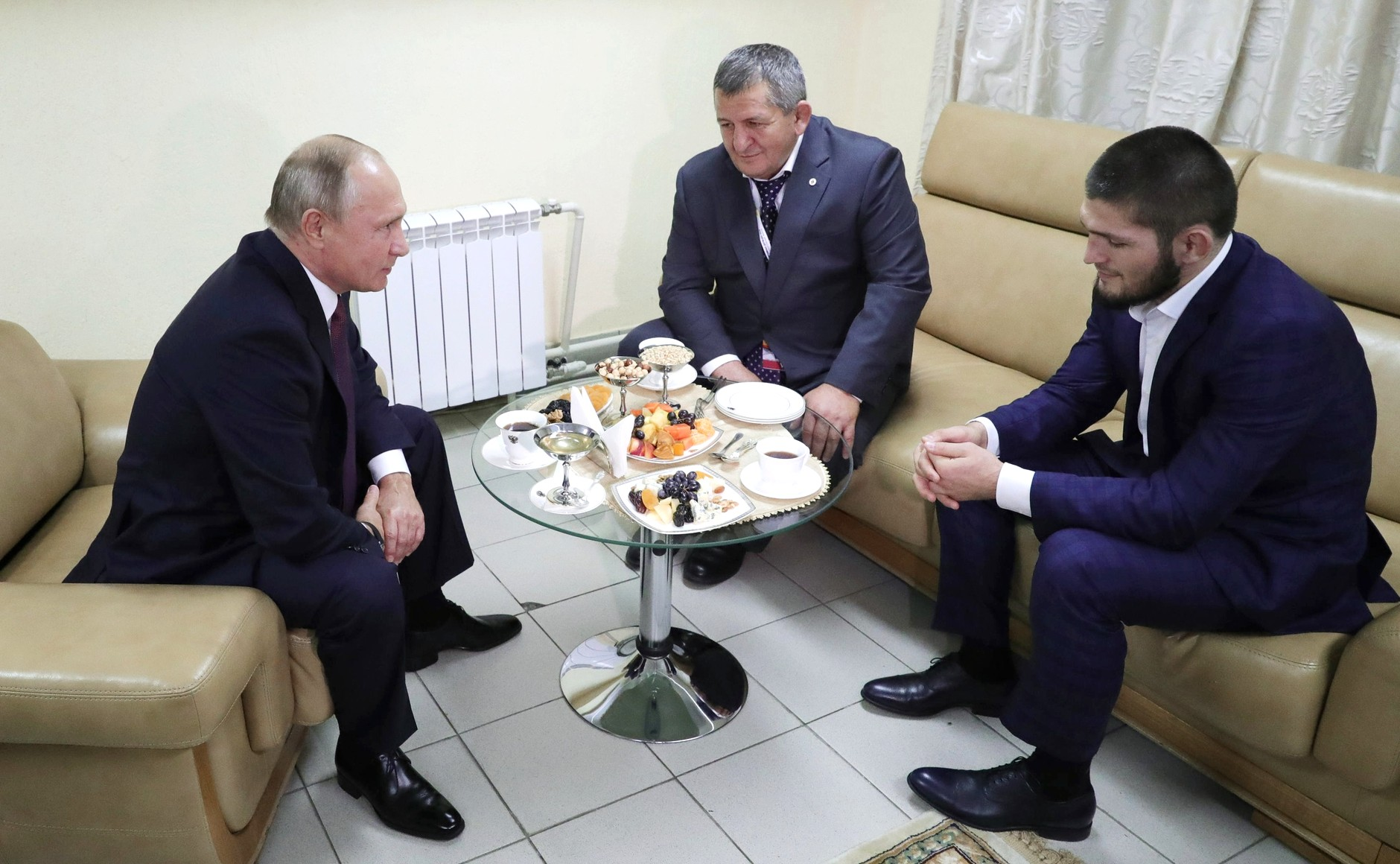
ロシアのウラジーミル・プーチン大統領(左)と対談するヌルマゴメドフ(右)

ハビブ・ヌルマゴメドフ（ロシア語: Хабиб Нурмагомедов、アヴァル語: ХIабиб НурмухӀамадов、英語: Khabib Nurmagomedov、1988年9月20日 - ）は、ロシアの男性総合格闘技プロモーター、実業家、元総合格闘家。ロシアのダゲスタン共和国チュマジンスキー地区シルディ出身。アメリカン・キックボクシング・アカデミー/イーグルスMMA所属。元UFC世界ライト級王者。ロシア人史上初のUFC世界王者。UFC殿堂入り。カビブ・ヌルマゴメドフとも表記される。

## 概要
総合格闘技史上最長である29戦29勝の無敗記録を持ち、総合格闘技のキャリアを無敗かつ王者のまま引退した数少ない人物である。UFCデビュー戦から引退試合のジャスティン・ゲイジー戦までの全13試合の中でジャッジの判定でポイントを失ったのがコナー・マクレガー戦の3R目とジャスティン・ゲイジー戦の1R目（ジャッジ3人中の2人）のみという驚異的な強さを誇り、格闘技関係者やファンからは「ライト級史上最高の選手」と呼ばれる。引退後はロシアの総合格闘技団体『Eagle  Fighting Championship』（Eagle FC、EFC）のプロモーターを務めている。

## 来歴
1988年9月20日、旧ソビエト連邦ダゲスタン自治ソビエト社会主義共和国（現ダゲスタン共和国）チュマジンスキー地区シルディで、アヴァール人の家系に兄のマゴメドと妹のアミナの3人兄妹の次男として生まれる。幼少期にシルディからキロヴァウルへ移住し、そこでレスリングやサンボ、柔道の選手であった父親アブドゥルマナプが2階建ての自宅1階を格闘技ジムへ改築し、ダゲスタン共和国の多くの子供達と同じようにヌルマゴメドフも8歳からレスリングを始めた。2001年に家族と共にマハチカラへ移住し、15歳から柔道、17歳からコンバットサンボを始め、また当時はストリートファイトも頻繁に行っていた。コンバットサンボのロシア王者、世界王者にそれぞれ2度輝いた。

### 総合格闘技
2008年に総合格闘技デビュー。2009年にはM-1 Globalのセレクショントーナメントで優勝した。
16勝無敗の戦績で2011年11月にUFCと契約した。

### UFC

#### 2012年
2012年1月20日、UFC初参戦となったUFC on FX 1でカマル・シャロルスと対戦し、リアネイキドチョークで3R一本勝ちを収め、UFCデビューを白星で飾った。
2012年7月7日、UFC 148でグレイゾン・チバウと対戦し、13回トライしたテイクダウンを全て防がれ、逆に朽木倒しでテイクダウンを奪われるなどして苦戦するものの3-0の判定勝ちを収めた。

#### 2013年
2013年1月19日、UFC on FX 7でチアゴ・タバレスと対戦し、1R序盤に左アッパーでダウンを奪い、グラウンドでの肘打ち連打でTKO勝ち。
2013年5月25日、UFC 160でアベル・トルヒーヨと対戦し、3-0の判定勝ち。この試合はヌルマゴメドフの体重超過で158.5ポンド契約で行われたものの、UFC新記録となる21回のテイクダウンを成功させた。
2013年9月21日、UFC 165でライト級ランキング10位のパット・ヒーリーと対戦し、再三テイクダウンを奪い、終始ヒーリーを圧倒して3-0の判定勝ちを収めた。

#### 2014年
2014年2月22日、UFC 170でギルバート・メレンデスと対戦予定だったがキャンセルされた。
2014年4月19日、UFC on FOX 11で後にUFC世界ライト級王者となるライト級ランキング5位のハファエル・ドス・アンジョスと対戦。何度もテイクダウンを奪い、グラップラーのドス・アンジョス相手にグラウンドの攻防で優位に立ち、スタンドでもプレッシャーを掛け続けて3-0の判定勝ち。
2014年9月27日、UFC 178でドナルド・セラーニと対戦予定だったが、膝を負傷して欠場した。

#### 2015年
2015年5月23日、UFC 187でドナルド・セラーニと改めて対戦予定だったが、膝を負傷して欠場した。
2015年12月11日のThe Ultimate Fighter 22 Finaleでトニー・ファーガソンと対戦予定だったが、肋骨を負傷して欠場した。

#### 2016年
2016年4月16日、約2年ぶりの復帰戦となったUFC on FOX 19でトニー・ファーガソンと対戦予定だったがファーガソンが肺に血がたまり欠場したため、代役のダレル・ホーチャーと対戦し、パウンドで2RTKO勝ち。
2016年11月12日、UFC 205でライト級ランキング6位のマイケル・ジョンソンと対戦。グラウンドでジョンソンを圧倒し、キムラロックで3R一本勝ち。 試合後インタビューでは「アイルランド人は600万人しかいない。ロシア人は1億5000万人いる。俺はあのチキン（コナー・マクレガー）と戦いたい。なぜなら、ライト級で一番楽な試合になるからだ」と発言し、コナー・マクレガーを挑発した。

#### 2017年
2017年3月4日、UFC 209でトニー・ファーガソンと対戦予定だったが、減量に失敗して体調を崩し欠場した。
2017年12月30日、約1年ぶりの復帰戦となったUFC 219でライト級ランキング4位のエジソン・バルボーザと対戦。スタンドでプレッシャーを掛け続け、グラウンドで圧倒し、ジャッジ3者が3-0（30-25、30-25、30-24）を付ける内容で大差の判定勝ち。パフォーマンス・オブ・ザ・ナイトを受賞した。

#### 2018年

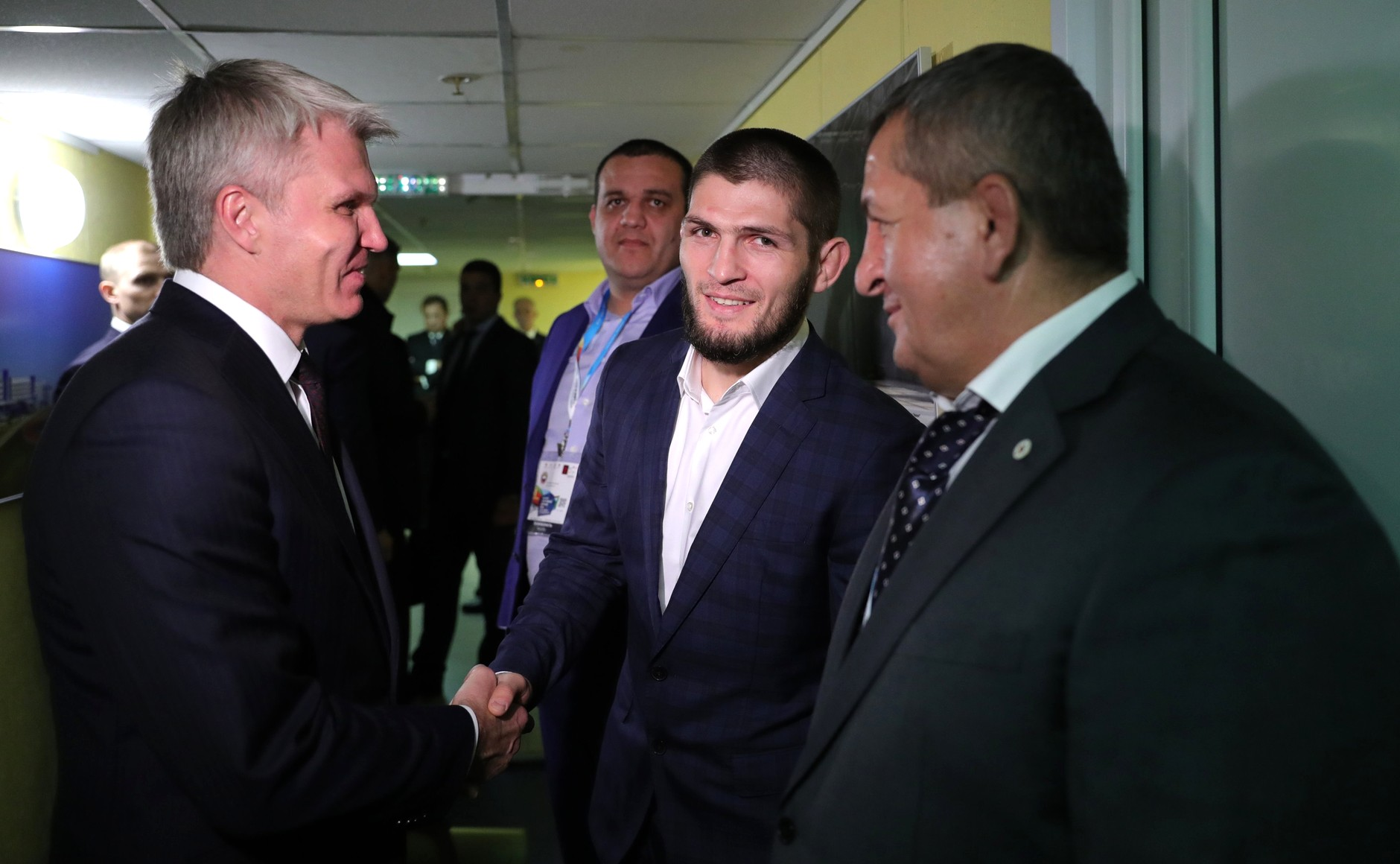
2018年、ロシアのスポーツ省大臣パーヴェル・コロブコフ(左)と握手を交わすヌルマゴメドフ(中央)

2018年4月5日、バークレイズ・センターでコナー・マクレガーとマクレガーのチームメイト数人が、UFC 223の出場選手を乗せたバスを襲撃する騒動が起こった。この襲撃はヌルマゴメドフを標的にしたものと見られているが、マクレガーがバスに向かって投げた台車によって割れた窓ガラスの破片で、バスに乗車していたマイケル・キエーザやレイ・ボーグが負傷し、同大会の欠場を余儀なくされた。事の発端は、以前からヌルマゴメドフ一派とマクレガー一派は対立し、問題がたびたび生じていた中で、マクレガーのチームメイトの一人であるアルテム・ロボフがヌルマゴメドフを「少し負傷しては試合を欠場してばかりだ」など非難しており、これにヌルマゴメドフ自身が激怒し、バス襲撃が起こる前日の4月4日に、ニューヨークのホテルでヌルマゴメドフがロボフに対して「なぜあんな事を言った？」と糾弾し、ロボフにビンタを浴びせた。この一連の出来事が引き金となり、マクレガーが報復としてヌルマゴメドフの乗車していたバスを襲撃するに至った。その後マクレガーはチームメイトのシアン・カウリーと共に逮捕され、3件の暴行と1件の器物損壊の罪に問われるが、最終的に社会奉仕活動とバスの弁償を命じられ起訴を取り下げられている。

#### UFC世界王座獲得
2018年4月7日、UFC 223のUFC世界ライト級王座決定戦でライト級ランキング11位のアル・アイアキンタと対戦。スタンド、グラウンド共に終始圧倒し、3-0の5R判定勝ちを収め王座獲得に成功。ロシア人初のUFC王者となった。当初はUFC世界ライト級暫定王者のトニー・ファーガソンと王座決定戦で対戦予定であったが、4月1日にファーガソンの負傷欠場により、一階級下のUFC世界フェザー級王者マックス・ホロウェイとの対戦に変更された。しかし今度はホロウェイがニューヨーク州アスレチックコミッションから大幅な減量を認められなかったことで欠場となったため、同大会でポール・フェルダーと対戦予定であったアイアキンタが大会前日のオファーでヌルマゴメドフと対戦した。

##### ヌルマゴメドフ vs. マクレガー
2018年10月6日、UFC 229のUFC世界ライト級タイトルマッチで元UFC二階級制覇王者でライト級ランキング1位の挑戦者コナー・マクレガーと対戦。立て続けにテイクダウンを奪い、パウンドで攻め立て、スタンドでも右フックでダウンを奪うなど、マクレガーの打撃に押されポイントを取られた3R以外は終始マクレガーを圧倒し、最後はネッククランクで4R一本勝ちを収め、王座の初防衛に成功した。しかし、試合直後にヌルマゴメドフは突如ケージを乗り越えて、ケージサイドにセコンドとして付いていたマクレガー陣営の柔術コーチであるディロン・ダニスに飛びかかり乱闘騒ぎを起こした。試合後の会見で、ケージを乗り越えてダニスに飛びかかった理由を質問され、ヌルマゴメドフは謝罪の言葉を述べた上で「彼は俺の宗教、国、父親の話を持ちかけた。また、彼はブルックリンまで来てバスを破壊した。これは下手すれば人を殺しかねない。なのになぜみんな俺がケージを飛び越えた話ばかりしているんだ？理解できない」（但し、マクレガーは宗教については一切発言をしていないが、2018年9月の会見の際に、ムスリムで禁酒の習慣があるヌルマゴメドフに対して、自身がプロデュースしているウィスキー「Proper No. Twelve」を飲むように促すなどの行為をしている）と自身の言い分を述べ、この質問だけで会見を打ち切り会見場から立ち去った。なお、ヌルマゴメドフのこれまでUFC11戦のキャリアでジャッジの判定でポイントを失ったのは、この試合の3R目が初めてとなった。
- 試合の反応
  - マイク・タイソン『コナー・マクレガーvsハビブ・ヌルマゴメドフの試合を観た。こんな想像を絶する幕引きになるとは思ってもなかった。俺の試合の時に起こった暴動よりもクレイジーだ』[19]
  - タイソン・フューリー『今夜のUFCの素晴らしい余波（乱闘）は、やったもん勝ちだ』[20]

2018年10月11日、UFC 229の乱闘に加担したヌルマゴメドフのセコンドであるズバイラ・ツフゴフが、UFCから永久追放の処分を受けるとの噂が流れると、ヌルマゴメドフは自身のTwitterとInstagramで「UFCに対して話したい。なぜ彼ら（マクレガーのチーム）がバスを襲撃して数人を怪我させた時は誰もクビにしなかったんだ？彼らはそこで人を殺しかねなかった。なぜ俺の故郷、宗教、国、家族について侮辱したことをみんなは何も言わないんだ？」「どちらのチームも乱闘したというのに、なぜ俺達のチームだけを罰するんだ？もし、みんながこの出来事の発端が俺だと言うのなら、それは違う。彼（マクレガー）が引き起こしたことを俺が終わらせただけだ」「とにかく、俺だけを罰するんだ。ズバイラは何もしていない。もし、みんな俺がこのまま黙ると思っているのならそれは大間違いだ。UFCはズバイラがコナーを殴ったから彼（ズバイラ）の試合を中止して、そのまま彼をクビにさせたがっている。しかし、先に俺の仲間を殴ったのはコナーだということを忘れるな。ビデオをチェックしてみろ」「もしUFCがズバイラをクビにするのなら、俺も一緒に失うことになるのを知るべきだ。ロシアの仲間の為なら俺は決して諦めないし、どこまでもついていく。それでも彼をクビにするというのなら、俺の契約書を破棄して送り返すのを忘れないでくれ。それが駄目なら、自分自身で破棄する」「そしてもう一つ言わせてくれ。差し押さえている俺の金は取っておくといい。金の問題について少し忙しいみたいだが、その金を喉に詰まらせないように祈るよ。俺達は名誉を守ったし、これが最も重要なことだ。俺達はどこまでも行く」と自身の言い分を投稿し、UFC陣営を牽制した。

#### 2019年
2019年1月29日、ネバダ州アスレチック・コミッションで、事前にヌルマゴメドフとマクレガーがともに合意していたUFC 229で起こした乱闘に対する処分の和解案を承認するか、アスレチックコミッショナーによる投票が行われ、ヌルマゴメドフは出場停止9ヶ月（いじめ防止の公共広告に協力すれば出場停止期間を3ヶ月間短縮できる条件があったが、ヌルマゴメドフは「ネバダ州は麻薬、売春、ギャンブルが公式に許可されている」として公共広告への協力を拒否した）と罰金50万ドルの和解案が満場一致で、マクレガーは出場停止6ヶ月と罰金5万ドルの和解案が4-1の投票で承認され、それぞれ処分が確定した。ヌルマゴメドフのセコンドに就いて乱闘に加担したズバイラ・ツフゴフとアブバカル・ヌルマゴメドフには出場停止1年と2万5000ドルの罰金が科せられた。2月25日に同コミッションからディロン・ダニスに出場停止7ヶ月と7500ドルの罰金が科せられた。
なお、乱闘の発端となった、ヌルマゴメドフがオクタゴンを乗り越えてディロン・ダニスに飛びかかったのは、ダニスがヌルマゴメドフに対して宗教的な発言をしたためと一部で報道されたが、ヌルマゴメドフ本人が、ダニスの声自体が観客の喧騒にかき消され聞こえなかったと否定し、因縁があったマクレガー陣営の他のセコンド達が皆歳上なので若いダニスを標的にしたのだと語っている。

##### ヌルマゴメドフ vs. ポイエー
2019年9月7日、UFC 242のUFC世界ライト級王座統一戦で暫定王者ダスティン・ポイエーと対戦。テイクダウンとグラウンドの攻防で終始圧倒し、3Rにリアネイキドチョークで一本勝ち。パフォーマンス・オブ・ザ・ナイトを受賞し、2度目の王座防衛に成功した。ポイエーからタップを奪った直後にオクタゴンを乗り越え、再び乱闘かと周囲が慌てて止める中、ハビブはその裏をかき乱闘ではなくオクタゴンサイドのダナ・ホワイトに飛びかかり抱きついて祝福する粋な演出を行った。また、ヌルマゴメドフはこの試合でPPVボーナスを含まないファイトマネーのみで600万ドル（約6億4千万円）を受け取り、母国ロシアではチャンネル1で試合が放送され、ロシアの成人の24%にあたる2600万人の平均視聴者数を記録し、母国ロシアでのヌルマゴメドフの人気の高さを示した。この試合の結果を受けて、ヌルマゴメドフと因縁のあるコナー・マクレガーはTwitterで「モスクワで再戦を組め」とツイートし、ヌルマゴメドフとの再戦を要求した。

#### 2020年
2020年4月18日、UFC 249のUFC世界ライト級タイトルマッチでライト級ランキング1位のトニー・ファーガソンと対戦予定であったが、ロシア政府が新型コロナウイルスのパンデミック対策として国境閉鎖措置を発令したため、当時ロシアのダゲスタン共和国に滞在していたヌルマゴメドフは同大会への出場を辞退することとなり、代役でライト級ランキング4位のジャスティン・ゲイジーがファーガソンと対戦することとなった（その後UFC 249は5月9日に延期となる）。なお、ヌルマゴメドフとファーガソンの試合はこれで5度目の中止となった。
2020年7月3日、父親のアブドゥルマナプ・ヌルマゴメドフが新型コロナウイルスから引き起こされる両側性肺炎により57歳で死去。ロシアのウラジーミル・プーチン大統領やコナー・マクレガーを始め、数多くの著名人やファイターから追悼の意が表された。

##### ヌルマゴメドフ vs. ゲイジー
2020年10月24日、UFC 254のUFC世界ライト級王座統一戦で暫定王者ジャスティン・ゲイジーと対戦。1Rからスタンドでプレッシャーを掛け続け、2Rにテイクダウンを奪取しマウントポジションから三角絞めに移行し一本勝ち。パフォーマンス・オブ・ザ・ナイトを受賞し、3度目の王座防衛に成功した。試合直後にオクタゴン上で涙を流し、インタビューで総合格闘技からの引退を表明した。UFC代表のダナ・ホワイトは、試合後の記者会見でヌルマゴメドフが試合3週間前に左足の薬指を骨折していたことを明かし「彼は地球上で最もタフな人間の一人だ」と称賛した。なお、ヌルマゴメドフはこの試合でPPVボーナスを含まないファイトマネーのみで300万ドル（約3億1000万円）を受け取った。母国ロシアでは無料テレビネットワークREN TVで試合が放送され、1080万人の平均視聴者数を記録した。ヌルマゴメドフは後に、観戦に訪れていたゲイジーの両親の前でゲイジーに怪我を負わせたくなかったため、腕ひしぎ十字固めではなく三角絞めを選んだとチームメイトのダニエル・コーミエへ明かしている。2021年1月7日、この試合は2020年UFCサブミッション・オブ・ザ・イヤーを受賞した。
2021年1月15日、アブダビでUFC代表のダナ・ホワイトと会談し、ホワイトはUFC on ABC: Holloway vs. Kattarのインタビューでヌルマゴメドフが復帰の可能性を完全に閉ざしておらず、UFC 257のダスティン・ポイエー vs. コナー・マクレガー、ダン・フッカー vs. マイケル・チャンドラーの2試合を注視しており「もし彼らが何か特別なことをすれば、ハビブは彼らと戦うことになるだろう」と語っていたが、2021年3月18日に総合格闘技からの引退を正式に発表した。
2022年3月5日、UFC 272でヌルマゴメドフのUFC殿堂入り（現代部門）が発表された。

## ファイトスタイル
無尽蔵のスタミナを誇り常に前に出てプレッシャーをかけ、ケージ際に追い込んで組み付いてからの、レスリングとサンボで培ったパワフルなクリンチワークとテイクダウン、そしてグラウンドに持ち込んでからの強烈なパウンドを得意としている。中でも、グラウンドでのトップコントロールはUFCでも群を抜いて優れており、ブラジリアン柔術三段のハファエル・ドス・アンジョスをグラウンドで圧倒している。また、非常に打たれ強く、29戦のキャリアを通してノックダウンを奪われたことが一度もない。
過去に対戦経験のあるアル・アイアキンタは、ヌルマゴメドフについて「上に乗られてあれほど重いと感じたことはなかった」「打撃が当てづらく、タフで他の選手とは変わったスタイル」と評している。また、ダスティン・ポイエーはヌルマゴメドフについて「他の選手よりも突出して力が強いとは感じなかったが、バランスが良くポジションの取り方が非常に上手かった。グラウンドで相手の体重がどこにあるのかを理解し、それに合わせてより良いポジションを取る術を熟知している」と評している。

## 人物・エピソード

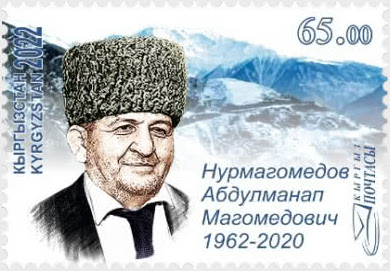
2022年のキルギスの切手に描かれる父アブドゥルマナプ・ヌルマゴメドフ

- 多くの総合格闘技メディアやファンから「史上最高の総合格闘家」と呼ばれているが、一方で、早期に引退したことや、ヌルマゴメドフのタイトルマッチの勝利数が同じく史上最高の総合格闘家として呼び声の高いジョン・ジョーンズ、ジョルジュ・サンピエール、アンデウソン・シウバ、デメトリアス・ジョンソン等と比べて極端に少ないこと[注釈 1]から、この意見に懐疑的な声も多い[48][49][50]。
- 2019年にESPNの「世界で最も有名なアスリート100人」で15位に選出された。これは格闘家としてはコナー・マクレガー（5位）に次ぐ記録で、デオンテイ・ワイルダー（34位）、タイソン・フューリー（39位）、アンソニー・ジョシュア（63位）、サウル・アルバレス（68位）等を上回った。
- 全ロシア世論調査センターが2019年12月に実施したアンケート調査「ロシアで最も有名なアスリート」で、ヌルマゴメドフがフィギュアスケート選手のアリーナ・ザギトワと並び全体の7%の票を獲得して首位に立ち、アルテム・ジューバ（サッカー選手・6%）、エメリヤーエンコ・ヒョードル（総合格闘家・4%）、エメリヤーエンコ・アレキサンダー（総合格闘家・4%）、エフゲニア・メドベージェワ（フィギュアスケート選手・4%）等を上回った[51]。
- ロシアの最大手SNS「フコンタクテ」で、2018年に、最も話題になった（言及された）人物で、1位のウラジーミル・プーチン大統領に次いで、2位になった[52]。
- UFC 229のコナー・マクレガー戦の勝利によりムスリムの英雄となったことで[53]、母国ロシアのウラジーミル・プーチン大統領だけでなく、トルコのレジェップ・タイイップ・エルドアン大統領、キルギスのソーロンバイ・ジェーンベコフ大統領、チェチェン共和国首長のラムザン・カディロフ、ヨルダンのアル・フセイン・ビン・アブドッラー皇太子、ドバイのハムダン・ビン・ムハンマド・アール・マクトゥーム皇太子などの各国要人と会談した[54][55][56]。UFC 242での勝利後には、アブダビのムハンマド・ビン・ザーイド・アール・ナヒヤーン皇太子と会談。プーチン大統領やハムダン皇太子とも再び会談した[57][58][59][60]。
- アメリカのドナルド・トランプ大統領は、最も好きな総合格闘家としてヌルマゴメドフを挙げている。2024年、UFC 302に観客として来場していたトランプは、同大会に出場したイスラム・マカチェフのセコンドを務めていたヌルマゴメドフと面会し、その際にヌルマゴメドフはトランプに対し「貴方はロシアとウクライナの戦争を止められる男だ」と語りかけている[61]。
- 2021年7月11日、ESPNが主催する「2021年ESPY賞」（Excellence in Sports Performance Yearly Award）で最優秀MMA選手賞を受賞した[62]。
- 自身が影響を受けたアスリートとしてモハメド・アリ、マイク・タイソン、ロナウドの3人を挙げている[63]。また、青年時代に好きだった格闘家としてエメリヤーエンコ・ヒョードル、マウリシオ・ショーグン、ジョルジュ・サンピエールの3人を挙げている[64]。
- UFC 229のコナー・マクレガー戦後に、680万人だった自身のInstagramのフォロワーが24時間で300万人以上も増加し、現在のフォロワーは3800万人を超えている[65][66]。これは、ロシアの著名人の中で最多のフォロワー数である[67]。
- UFC 229でコナー・マクレガーに勝利するとヌルマゴメドフの勝利を祝って母国であるダゲスタン共和国の各地でお祭り騒ぎになり[68][69]、後日帰国した際にはサッカースタジアムで盛大な祝勝セレモニーが催された[70][71]。
- ダゲスタン共和国の最高位の勲章を受章し、ダゲスタン共和国首長のウラジーミル・ヴァシリエフから直々に首長補佐の地位も与えられている[72]。
- ヌルマゴメドフがウラジーミル・プーチン大統領にダゲスタン共和国の教育費増額を直訴すると、プーチン大統領はハビブの名前から命名した学校をダゲスタン共和国内に建設することを決め、予算割り当ての法令に署名した[73]。
- 2016年、ロシアの実業家ジヤブディン・マゴメドフ（英語版）の支援を受けて自身のチーム「イーグルスMMA」を共同設立した。2018年にジヤブディンが横領罪で逮捕された際には、ヌルマゴメドフがウラジーミル・プーチン大統領にジヤブディンを釈放するよう訴えた[74]。
- 父親のアブドゥルマナプ・ヌルマゴメドフはコンバットサンボのダゲスタン共和国代表チームのコーチを務め、サンボやレスリングの指導者でもある。UFC 229でヌルマゴメドフが乱闘騒ぎを起こした際には、息子にはUFCよりも厳しい罰を与えるつもりだと話すも[75]、ウラジーミル・プーチン大統領からヌルマゴメドフはファイターらしい戦いをして大きな事を成し遂げたのだから今回は大目に見てあげてほしいと諭された事がある[76]。
- 2023年11月9日、ロシア連邦政府議長ミハイル・ミシュスチンは、ヌルマゴメドフが少年時代を過ごした村キロヴァウル（英語版）を、父親のアブドゥルマナプの名前に因んだマナプカラへ改名する法令に署名した[77]。
- 2013年6月に結婚し、2015年6月1日生まれの娘、2017年12月30日生まれの息子、2019年12月22日生まれの息子がいる[78]。
- スンナ派のムスリムであり、ラマダンの期間は断食をするため試合をしない[79]。
- 2020年10月、イギリスの大手一般新聞「ガーディアン」は、ヌルマゴメドフがエジプトのサッカー選手モハメド・サラーに次いで、世界で2番目に人気の高いムスリムのアスリートであると掲載している[80]。
- コンフラン＝サントノリーヌのテロ事件のきっかけとなったイスラム教の創始者ムハンマドの風刺画を「表現の自由」等と発言したフランスのエマニュエル・マクロン大統領に対して、ヌルマゴメドフは自身のInstagramでマクロン大統領の顔に靴跡が付いた画像を投稿し批判した[81]。
- 2020年11月、ロシアの総合格闘技団体『Gorilla Fighting Championship』を100万ドル（約1億3000万円）で買収し、団体名を『Eagle Fighting Championship』に改名しプロモーターに就任した[82][83][84][85]。
- 2021年8月の記者会見で、自身がプロモートするEagle FCにラウンドガールがいない理由を質問された際に「誰も怒らせるつもりはないが、ラウンドガールは格闘技で最も不必要な人材だ。彼女たちの役割は？ラウンドが知りたいならスクリーンを見ればいい」と答えている[86]。
- スポーツサプリメントブランド『FiTROO』のブランド・アンバサダーに就任し、連携して自身のプロテインバーのブランド『FiTROO by Khabib』を創立した[87]。また、アルカリイオン水のブランド『PH Top』、ファーストフードチェーンの『M-eat by Khabib』、コーヒーチェーンの『Papakha Coffee』等を立ち上げている[88][89]。
- 2019年に地元ダゲスタン共和国で開催された演劇で、露出度の高い服を着た女性が男性を誘惑するシーンがあったため、ヌルマゴメドフはこの演劇を「下品だ」と非難し、演劇の制作に関して政府の調査を行うよう提言し、制作に携わった関係者に公の場での謝罪を要求している。その結果、演劇の制作者はSNSで脅迫や誹謗中傷を受けることとなった[90]。
- 日本のファンからはヌルマゴメドフを略して「ヌルマゴ」と呼ばれることが多い。
- ロシア語、英語、トルコ語、アラビア語、アヴァル語の5カ国語を話すことができる。
- 幼い頃に熊とレスリングの練習をしていた逸話を持ち、YouTubeなどで当時の映像が公開されている[91]。
- 入場時や試合後には、ヌルマゴメドフの地元コーカサス地域の人々が着用するパパーハという毛皮の帽子を被っている[92]。
- PlayStation 4のゲーム「EA Sports UFC 2」の中でムスリムであるヌルマゴメドフが勝利の際にキリスト教の祈りである十字を切る仕草をしていた事が問題となり、製造元のEAは謝罪し修正した[93]。
- 試合中に相手に喋りかける場面がしばしば見られ、マイケル・ジョンソンには「I have to fight for the title.」「You have to give up.」などと語りかけ、マクレガーには「Let's talk now.」と語りかけている[94]。また、UFC 219のエジソン・バルボーザ戦では、ラウンド間のインターバル中にケージサイドのダナ・ホワイトに「少し話せないか？」と語りかけている。UFCでレフェリーを務めるハーブ・ディーンは「試合中、常にヌルマゴメドフは相手に話しかけている」と証言している[95]。
- コンバットサンボの世界王者であり、過去には「サンボを簡単にしたら柔術と呼ばれていただろう」とプリントされたTシャツを着てブラジルのファンを挑発したこともある[96]。
- 基本的にアメリカのAKAをトレーニングの本拠地としているが、地元ダゲスタンの山奥で高地トレーニングも頻繁に行っており、父アブドゥルマナプ指導のもとでトレーニングを行うことも多い[97][98]。
- 同じく総合格闘家のアブバカル・ヌルマゴメドフ、ウマル・ヌルマゴメドフ、Bellator世界ライト級王者ウスマン・ヌルマゴメドフは従兄弟である[99][100][101]。
- サッカー好きを公言しており、中でもレアル・マドリード、リヴァプールFC、FCアンジ・マハチカラのファンであると語っている[102]。また、クリスティアーノ・ロナウド、デビッド・ベッカム、ネイマール、ズラタン・イブラヒモヴィッチ、キリアン・エムバペ、ポール・ポグバ、クラレンス・セードルフ、ジャンルイジ・ブッフォン、フィルジル・ファン・ダイク、ルイス・フィーゴ等の著名なサッカー選手と面会している[103][104][105][106][107][108][109]。UFC 254の試合前に、クリスティアーノ・ロナウドはInstagramのライブ配信でファンから「ヌルマゴメドフとジャスティン・ゲイジーはどちらが勝つ？」と質問された際に「もちろんハビブが勝つよ」と答え、ヌルマゴメドフが勝利した直後にInstagramのストーリーで「おめでとう兄弟！父親はあなたのことを誇りに思っているだろう」とヌルマゴメドフの勝利を祝福した[110]。
- UFC 242の試合後にオクタゴン内で対戦相手のダスティン・ポイエーと互いに敬意を表してそれぞれのオリジナルTシャツを交換し、ヌルマゴメドフは勝利者インタビューで、そのTシャツをオークションにかけてポイエーが家族で運営している恵まれない子どもたちのための慈善団体に寄付をしたいと表明した[111]。後に、自身のインスタグラムでTシャツが10万ドル（約1000万円）で落札されたことを発表し、実際にその10万ドルをポイエーが運営している「グッド・ファイト基金」（The Good Fight Foundation）へ寄付した[112]。
- 2018年10月に、ボクシング元5階級制覇王者のフロイド・メイウェザー・ジュニアに対して「俺たちは対戦する必要がある。50戦0敗vs27勝0敗。どちらも負けたことがない。さあ、やろう」「ジャングルの中では、王は一人だけ。もちろん、俺が王だ。なぜなら彼はマクレガーからダウンを奪えなかったが、俺は容易くダウンを奪った」と発言し、対戦をアピールした[113]。メイウェザーはこの対戦について「ボクシングルールなら起こり得る」と発言したが、結果的にこの対戦は実現に至っていない。その後、ヌルマゴメドフのマネージャーであるアリ・アブデルアジズは、ヌルマゴメドフの引退後に1億ドル（約110億円）のファイトマネーでメイウェザーとの対戦オファーがあったが、ヌルマゴメドフは「俺は引退している。俺は母親との約束を守る。もし母親が復帰するように言うなら、対戦するかもしれない。しかし、現時点ではこれ以上戦うなと言われている」とオファーを断っていたことを明かしている[114]。
- 高級宝飾ブランドのJacob & Coとパートナーシップ契約を結んでおり、ヌルマゴメドフモデルの腕時計が発売されている[115]。
- 2019年2月にトヨタ自動車のロシア公式大使に就任した[116][117]。
- 2019年12月27日、アメリカの総合格闘技老舗サイトMMA Junkieが選定する「2010年代の総合格闘家トップ10」で8位に選ばれた[118]。また、2024年7月にはESPNが選定する「21世紀の男子総合格闘家トップ10」で5位に選ばれている[119]。

## 戦績
| 総合格闘技 戦績 | 総合格闘技 戦績 | 総合格闘技 戦績 | 総合格闘技 戦績 | 総合格闘技 戦績 | 総合格闘技 戦績 | 総合格闘技 戦績 |
| --------------- | --------------- | --------------- | --------------- | --------------- | --------------- | --------------- |
| 29 試合         | (T)KO           | 一本            | 判定            | その他          | 引き分け        | 無効試合        |
| 29 勝           | 8               | 11              | 10              | 0               | 0               | 0               |
| 0 敗            | 0               | 0               | 0               | 0               | 0               | 0               |

| 勝敗 | 対戦相手                         | 試合結果                          | 大会名                                                             | 開催年月日     |
| ○    | ジャスティン・ゲイジー           | 2R 1:34 三角絞め                  | UFC 254: Khabib vs. Gaethje 【UFC世界ライト級王座統一戦】          | 2020年10月24日 |
| ○    | ダスティン・ポイエー             | 3R 2:06 リアネイキドチョーク      | UFC 242: Khabib vs. Poirier 【UFC世界ライト級王座統一戦】          | 2019年9月7日   |
| ○    | コナー・マクレガー               | 4R 3:03 ネッククランク            | UFC 229: Khabib vs. McGregor 【UFC世界ライト級タイトルマッチ】     | 2018年10月6日  |
| ○    | アル・アイアキンタ               | 5分5R終了 判定3-0                 | UFC 223: Khabib vs. Iaquinta 【UFC世界ライト級王座決定戦】         | 2018年4月7日   |
| ○    | エジソン・バルボーザ             | 5分3R終了 判定3-0                 | UFC 219: Cyborg vs. Holm                                           | 2017年12月30日 |
| ○    | マイケル・ジョンソン             | 3R 2:31 キムラロック              | UFC 205: Alvarez vs. McGregor                                      | 2016年11月12日 |
| ○    | ダレル・ホーチャー               | 2R 3:38 TKO（パウンド）           | UFC on FOX 19: Teixeira vs. Evans                                  | 2016年4月16日  |
| ○    | ハファエル・ドス・アンジョス     | 5分3R終了 判定3-0                 | UFC on FOX 11: Werdum vs. Browne                                   | 2014年4月19日  |
| ○    | パット・ヒーリー                 | 5分3R終了 判定3-0                 | UFC 165: Jones vs. Gustafsson                                      | 2013年9月21日  |
| ○    | アベル・トルヒーヨ               | 5分3R終了 判定3-0                 | UFC 160: Velasquez vs. Bigfoot 2                                   | 2013年5月25日  |
| ○    | チアゴ・タバレス                 | 1R 1:55 TKO（グラウンドの肘打ち） | UFC on FX 7: Belfort vs. Bisping                                   | 2013年1月19日  |
| ○    | グレイゾン・チバウ               | 5分3R終了 判定3-0                 | UFC 148: Silva vs. Sonnen 2                                        | 2012年7月7日   |
| ○    | カマル・シャロルス               | 3R 2:08 リアネイキドチョーク      | UFC on FX 1: Guillard vs. Miller                                   | 2012年1月20日  |
| ○    | アリーマルセウ・サントス         | 1R 3:33 TKO（パンチ連打）         | ProFC: Battle in the Caucasus                                      | 2011年10月22日 |
| ○    | ヴァディム・サンデュリットスキー | 1R 3:01 三角絞め                  | ProFC / GM Fight: Ukraine Cup 3                                    | 2011年9月15日  |
| ○    | ハミズ・マメドフ                 | 1R 3:15 三角絞め                  | ProFC: Battle on Don                                               | 2011年8月5日   |
| ○    | カドザイク・アバドジャン         | 1R 4:28 三角絞め                  | ProFC: Union Nation Cup Final                                      | 2011年7月2日   |
| ○    | アショット・シャヒニャン         | 1R 2:18 KO（パンチ連打）          | ProFC: Union Nation Cup 15                                         | 2011年5月5日   |
| ○    | サイード・カリノフ               | 1R 3:16 キムラロック              | ProFC: Union Nation Cup 14                                         | 2011年4月9日   |
| ○    | アレクサンドル・アガフォノヴァ   | 2R終了時 TKO（コーナーストップ）  | M-1 Selection Ukraine 2010: The Finals                             | 2011年2月17日  |
| ○    | ヴィタリー・オストロフスキー     | 1R 4:06 TKO（パンチ連打）         | M-1 Selection Ukraine 2010: Clash of the Titans                    | 2010年9月18日  |
| ○    | アリ・バゴフ                     | 5分2R終了 判定3-0                 | GFP: Golden Fist Russia                                            | 2010年6月10日  |
| ○    | シャウブラット・シャムカラエフ   | 1R 4:36 腕ひしぎ十字固め          | M-1 Challenge: 2009 Selections 9 【セレクショントーナメント 決勝】 | 2009年11月3日  |
| ○    | エルダー・エルダロフ             | 2R 2:44 TKO（パンチ連打）         | Tsumada Fighting Championship 3                                    | 2009年8月8日   |
| ○    | サイード・アフメド               | 1R 2:05 TKO（パンチ連打）         | Tsumada Fighting Championship 3                                    | 2009年8月8日   |
| ○    | シャミル・アブドゥルケリモフ     | 5分2R終了 判定3-0                 | Pankration Atrium Cup 1 【決勝】                                   | 2008年10月11日 |
| ○    | ラマザン・クルバンイスマイロフ   | 5分2R終了 判定3-0                 | Pankration Atrium Cup 1 【準決勝】                                 | 2008年10月11日 |
| ○    | マゴメド・マゴメドフ             | 5分2R終了 判定3-0                 | Pankration Atrium Cup 1 【1回戦】                                  | 2008年10月11日 |
| ○    | ヴサル・バジラモフ               | 2R 2:20 リアネイキドチョーク      | CSFU: Champions League                                             | 2008年9月13日  |

## 獲得タイトル
- 戦場の竜巻ワルサートーナメント優勝
- M-1 Globalセレクショントーナメント 優勝（2009年）
- NAGAグラップリング世界選手権 ウェルター級 優勝（2012年）
- 第10代UFC世界ライト級王座（2018年）

## 表彰
- 柔道 黒帯
- サンボ スポーツマスター
- 柔道 スポーツマスター
- パンクレイション スポーツマスター
- 軍隊式近接格闘術 スポーツマスター
- UFC
  - パフォーマンス・オブ・ザ・ナイト（3回）
  - 2020年サブミッション・オブ・ザ・イヤー（ジャスティン・ゲイジー戦）
  - UFC殿堂入り（現代部門・2022年）
- SHERDOG ブレイクスルー・オブ・ザ・イヤー（2013年）
- SHERDOG ビートダウン・オブ・ザ・イヤー（2016年）
- ESPN
  - 世界で最も有名なアスリート100人15位（2019年）
- 全ロシア世論調査センター
  - ロシアで最も有名なアスリート1位（2019年）
- フコンタクテ
  - 最も話題になった人物2位（2018年）
- MMAJunkie
  - 2010年代のMMAファイター8位

## ペイ・パー・ビュー販売件数
| 開催年月日     | イベント                                                   | 販売件数   | 備考  |
| -------------- | ---------------------------------------------------------- | ---------- | ----- |
| 2020年10月24日 | UFC 254: ハビブ・ヌルマゴメドフ vs. ジャスティン・ゲイジー | 67万5000件 | ESPN+ |
| 2018年10月7日  | UFC 229: ハビブ・ヌルマゴメドフ vs. コナー・マクレガー     | 240万件    |       |
| 2018年4月7日   | UFC 223: ハビブ・ヌルマゴメドフ vs. アル・アイアキンタ     | 35万件     |       |